# 에코 (오버워치)
에코(영어: Echo)는 2016년 블리자드 엔터테인먼트에서 만든 비디오 게임 오버워치에 등장하는 인공지능이자 로봇이다. 오버워치 애니메이션 중 하나인 재회에서 처음 등장했고, 이후 오버워치2 트레일러에서 오버워치 팀에 공식적으로 합류했다. 2020년 3월 20일 오버워치 PTR에 공식적으로 등장했다. 
에코는 스위스 출신으로, 오버워치의 창립 멤버 중 한 사람인 미나 랴오가 만들었다. 미나 랴오는 옴닉 사태가 터진 이후 오버워치에서 인공지능에 대한 연구를 금지했음에도 불구하고 인공지능에 대한 자신의 신념을 바탕으로 인공지능을 연구했다. 인공지능이 인간의 삶을 더 풍요롭게 해줄 수 있다는 믿음 하에 미나 랴오는 에코 프로젝트를 진행해 로봇을 탄생시켰다. 하지만 미나 랴오는 탈론의 공격으로 사망하고, 로봇은 미나의 행동과 목소리를 그대로 가지게 되었다.